# Ventricolo di Verga
Il ventricolo del Verga, citato anche come cavo di Verga, sesto ventricolo, ventricolo di Strambio ed altri, è il diverticolo del setto pellucido del cervello posto sotto il corpo calloso. Deve il nome al medico e politico italiano Andrea Verga che grazie alla collaborazione con Ercole Ferrario lo identificò e ne divulgò la scoperta.